# Matilde de Caríntia
Matilde de Caríntia (vers 1106 o 1108 - † 13 de desembre de 1160), filla d'Engelbert de Caríntia i de Sponheim (vers 1084 - † 1152) i d'Utta de Passau von Putten (? - †1140).
El 1123 Matilde es va casar amb Teobald IV de Blois (1093 - †1151), comte de Xampanya, de Troyes, de Blois, de chartres i de Meaux. Amb aquest va tenir els fills següents: 
- Enric I, († 1182), comte de Xampanya i de Brie
- Teobald V († 1191), comte de Blois i de Chartres, Conestable de França
- Esteve I de Sancerre, († 1191), comte de Sancerre
- Guillem de les Blanques Mans († 1202), arquebisbe de Reims, cardenal i legat pontifici
- Adela de Xampanya, († 1206), casada amb Lluís VII, rei de França
- Matilde, († vers 1130), morta jove
- Elisabet, († vers 1180), esposa de Guillem IV de Gouët, senyor de Montmirail
- Maria de Blois, casada amb Eudes II, duc de Borgonya
- Agnès, († 1207), esposa de Renald II, comte de Bar
- Margarida, religiosa a l'Abadia de Fontevrault